# Poseidonamicus
Poseidonamicus is een geslacht van kreeftachtigen uit de klasse van de Ostracoda (mosselkreeftjes).

## Soorten
- Poseidonamicus anteropunctatus Whatley et al., 1987 †
- Poseidonamicus dinglei Boomer, 1999 †
- Poseidonamicus hisayoae Yasuhara, Cronin, Hunt & Hodell, 2009
- Poseidonamicus hunti Brandão & Päplow, 2011
- Poseidonamicus major Benson, 1972
- Poseidonamicus minor Benson, 1972
- Poseidonamicus miocenicus Benson in Benson & Peypouquet, 1983
- Poseidonamicus nudus Benson, 1972
- Poseidonamicus ocularis Whatley et al., 1987 †
- Poseidonamicus panopsus Whatley & Dingle, 1989
- Poseidonamicus pintoi Benson, 1972
- Poseidonamicus praenudus Whatley et al., 1987 †
- Poseidonamicus pseudorobustus Coles & Whatley, 1989 †
- Poseidonamicus punctatus Whatley et al., 1987 †
- Poseidonamicus riograndensis Benson in Benson & Peypouquet, 1983
- Poseidonamicus robustus Whatley et al., 1987 †
- Poseidonamicus rudis Whatley et al., 1987 †
- Poseidonamicus tainae Brandão in Brandão & Päplow, 2011
- Poseidonamicus vimineus (Brady, 1880) Benson, 1972
- Poseidonamicus whatleyi Dingle, 2003
- Poseidonamicus yasuharai Brandão & Päplow, 2011